# Sector 3
Sector 3 is een district in het zuidoosten van de Roemeense hoofdstad Boekarest. Dit district bestaat uit de wijken Vitan, Dristor, Dudești, Lipscani, Titan en Centru Civic. Aangrenzende districten zijn Sector 1, Sector 2, Sector 4 en Sector 5.
Het stadscentrum Centrul Civic en Lipscani, de oudste wijk van Boekarest, zijn in sector 3 gelegen.

## Politiek
De burgemeester van de sector werd in 2012 Robert Sorin Negoiță, toen op de lijst USL. Hij werd in 2016 en 2020 herkozen, dan als lijsttrekker van respectievelijk de Sociaaldemocratische Partij en Pro București 2020. De Lokale Raad van Sector 3 had tot 2012 27 zetels zoals de andere sectoren, maar heeft 31 zetels sinds 2012. De lokale raad wordt om de vier jaar herkozen. De resultaten van de lokale verkiezingen in de 21e eeuw zijn hieronder in tabelvorm.
| Partij                        | 2004 | 2008 | 2012 | 2016 | 2020 |
| ----------------------------- | ---- | ---- | ---- | ---- | ---- |
| D.A.                          | 15   | -    | -    | -    | -    |
| PSD                           | 8    | 6    | -    | 15   | 8    |
| PRM                           | 2    | -    | -    | -    | -    |
| Onafhankelijken               | 2    | -    | -    | -    | -    |
| PDL                           | -    | 18   | 7    | -    | -    |
| PNL                           | -    | 3    | -    | 4    | 7    |
| USL                           | -    | -    | 20   | -    | -    |
| PP-DD                         | -    | -    | 4    | -    | -    |
| USR / 2000 USR-PLUS Alliantie | -    | -    | -    | 8    | 9    |
| PMP                           | -    | -    | -    | 2    | 2    |
| ALDE                          | -    | -    | -    | 2    | -    |
| Pro București 2020 (B2000)    | -    | -    | -    | -    | 5    |

Districten: Sector 1 · Sector 2 · Sector 3 · Sector 4 · Sector 5 · Sector 6

Wijken: Băneasa · Berceni · Centru Civic · Colentina · Cotroceni · Crângași · Dristor · Drumul Taberei · Dudești · Ferentari · Floreasca · Giulești · Iancului · Lipscani · Militari · Obor · Olteniţei · Pantelimon · Pipera · Rahova · Tei · Titan · Văcăreşti · Vitan